# شهرداری ویپاوا
شهرداری ویپاوا (به لاتین: Municipality of Vipava) یک منطقهٔ مسکونی در اسلوونی است که در اسلوونی واقع شده‌است. شهرداری ویپاوا ۱۰۷٫۴ کیلومتر مربع مساحت و ۵٬۳۴۴ نفر جمعیت دارد.